# 阿尔托科斯基
阿尔托科斯基，使用于芬兰的芬蘭語姓。以下知名人物使用此姓：
- 阿尔波·阿尔托科斯基（1958年9月8日－），芬兰舞蹈家和动作编排家。